# Emberiza flaviventris
El escribano pechidorado (Emberiza flaviventris) es una especie de ave paseriforme de la familia Emberizidae propia del África subsahariana. Se encuentra en las sabanas y los bosques secos, pero no está presente en las selvas húmedas de cinturón ecuatorial.

## Descripción

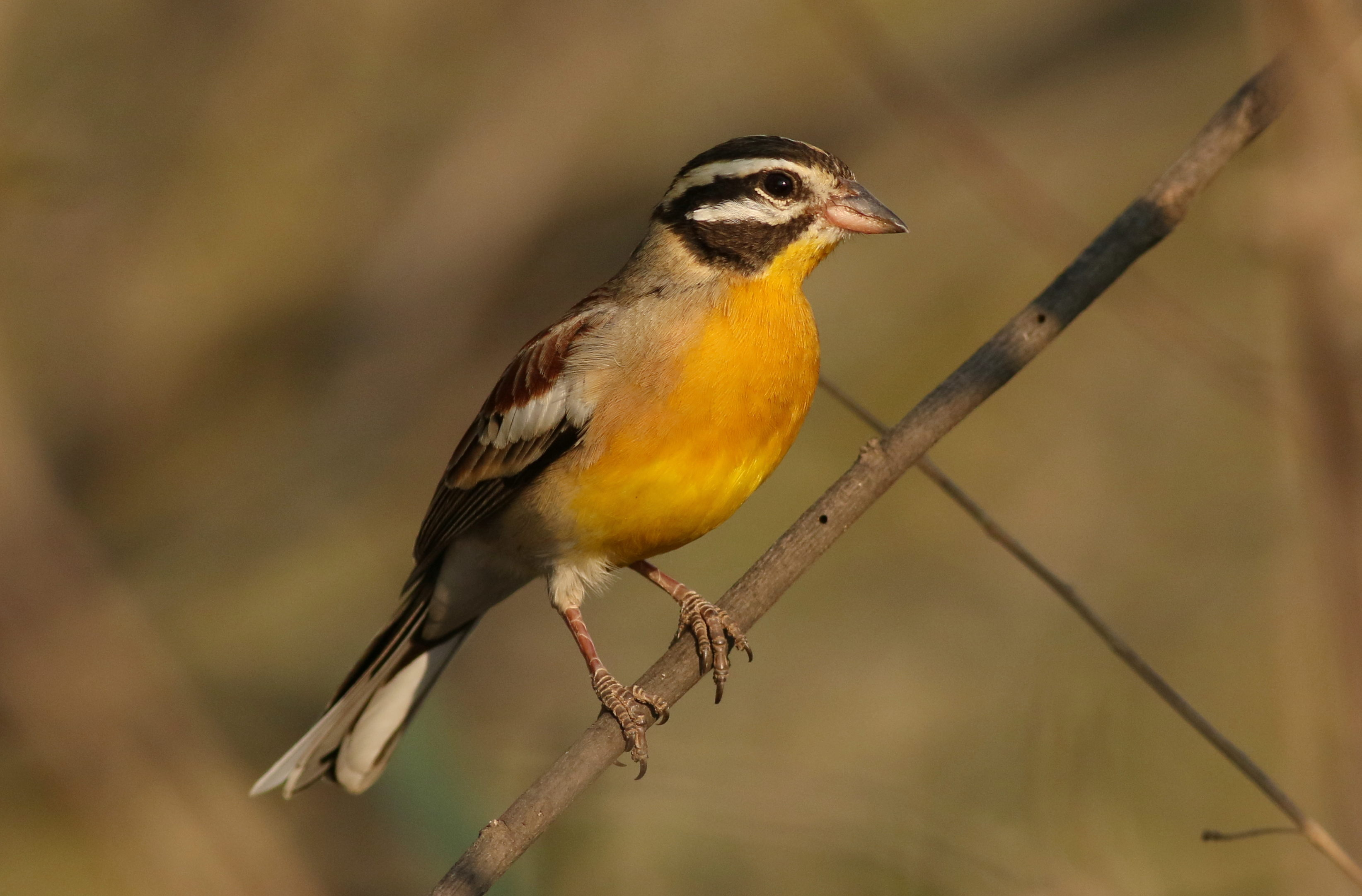
Macho en el parque nacional Pilanesberg, Sudáfrica.

El escribano pechidorado mide entre 15–16 cm de largo. El macho adulto tiene un patrón listado en la cabeza en el que se alternan el blanco y negro, siendo su lista pileal central blanca, las pieales laterales negras, las listas superciliares blancas, listas oculares negras, otra blanca atravesando las mejillas y bigotera negra. Su pecho es amarillo anaranjado que se vuelve amarillo hacia la garganta y blanquecino a medida que se baja hacia el vientre. Su espalda es de color castaño, con el obispillo gris. Las plumas de sus alas son pardas con los bordes blancos y presentan dos listas blancas. Ambos sexos son similares, aunque las hembras tienen la cabeza listada en tonos anteados y pardos, y pueden tener vetado oscuro en la espalda. Los juveniles son de tonos más apagados y claros que las hembras.
La subespecie E. f. kalaharica es similar a la nominal, pero de mayor tamaño y de un amarillo más claro en las partes inferiores. La subespecie E. f. flavigaster es más característica, ya que tiene la espalda más clara y rojiza, y el amarillo de las partes inferiores es más claro y tiene los flancos más blancos.
El escribano pechidorado tiene una llamada ascendente y nasal de tipo zzhrr. Su canto es variable, pero contiene un wiichii wiichii wiichii.

## Taxonomía
Se reconocen tres subespecies:
- E. f. flaviventris, la forma nominal que se encuentra en el sur de Sudáfrica.
- E. f. flavigaster se extiende en una franja estrecha del Sahel desde Mauritania a Eritrea.
- E. f. kalaharica se encuentra en la mayor parte del África austral llegando hasta Sudán del Sur y Kenia.

## Hábitat

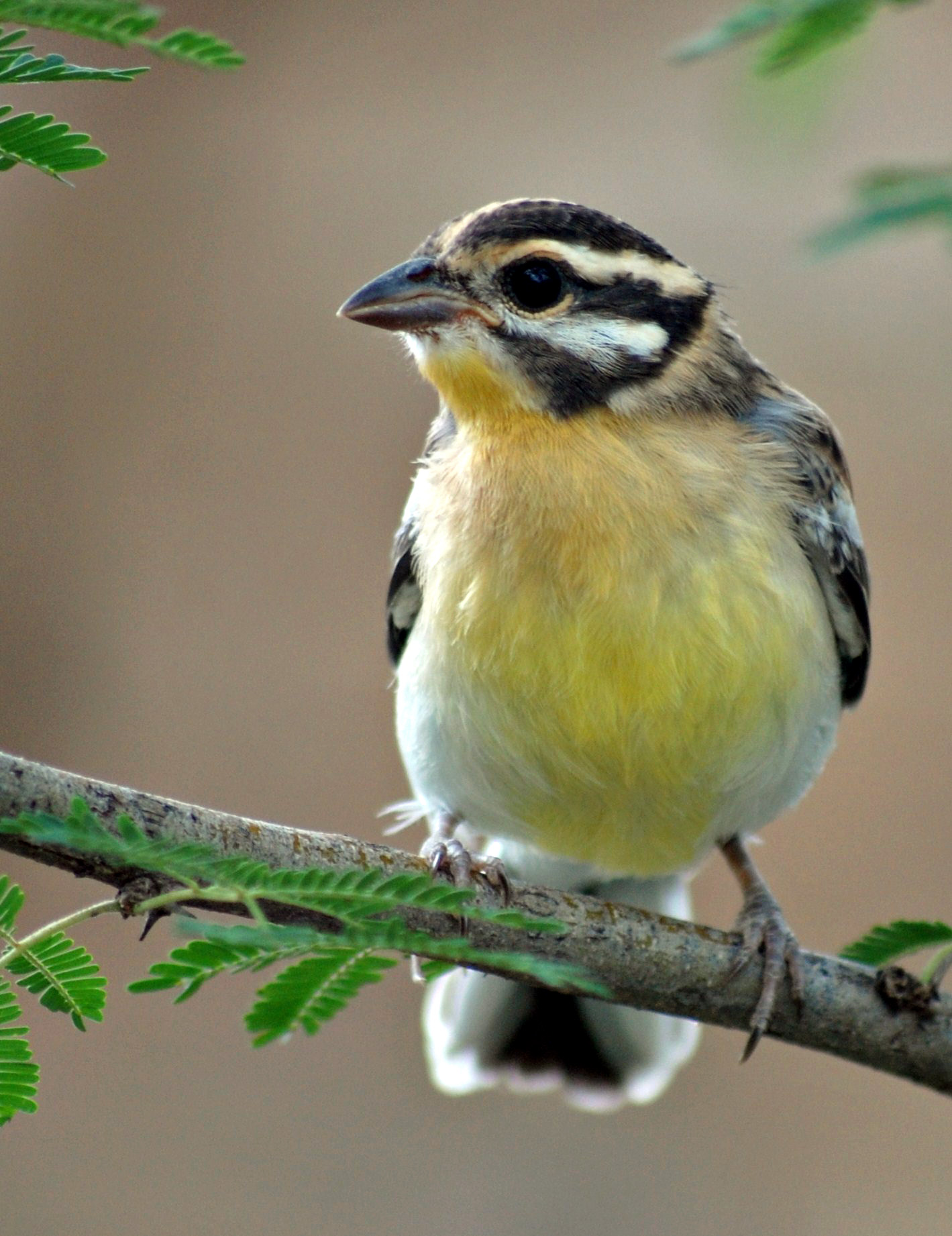
Juvenil en Namibia.

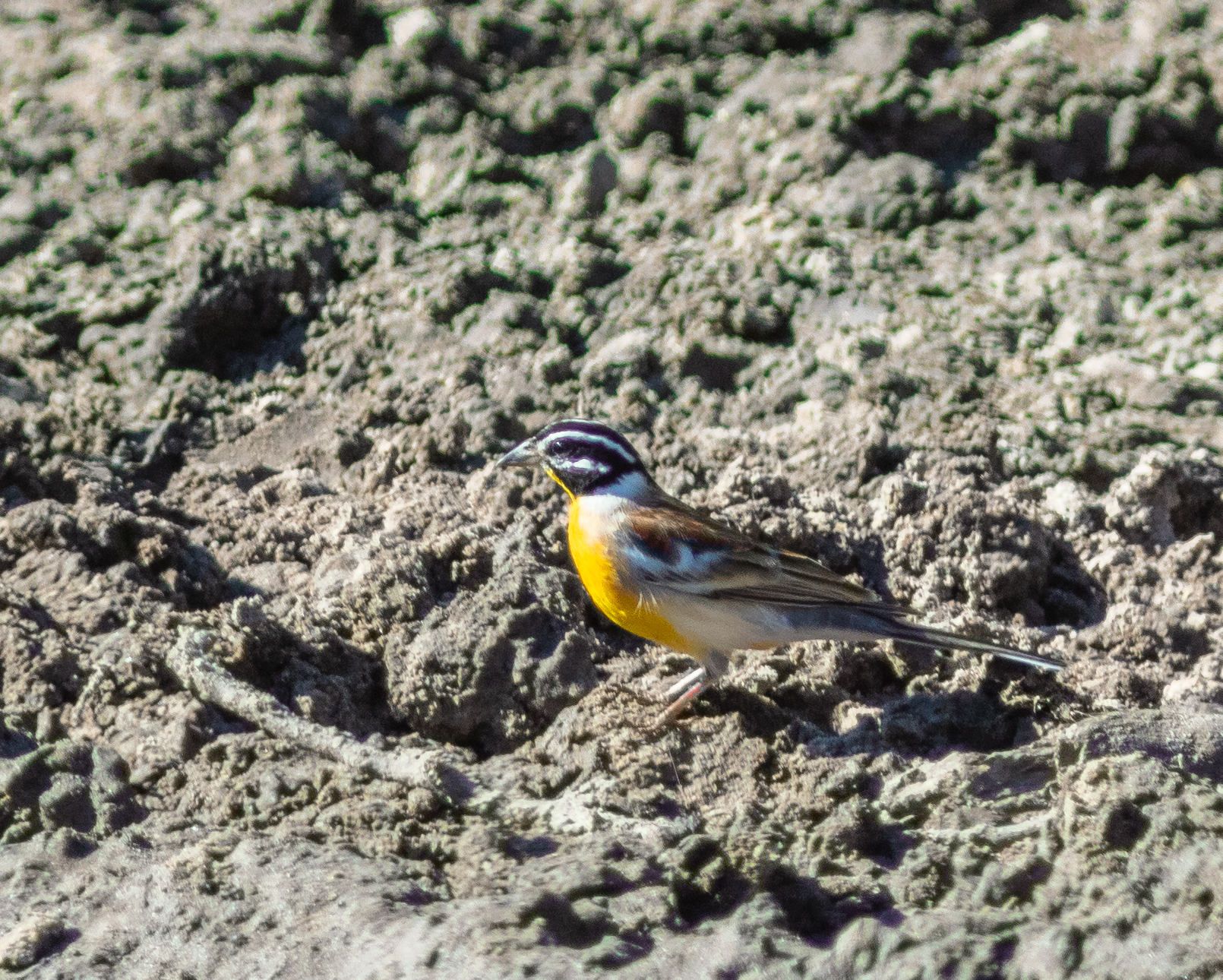
Ejemplar en Botsuana.

La especie se encuentra en gran variedad de bosques abiertos. Flavigaster prefiere las sabhanas y estepas arboladas con acacias, y las otras subespecies se encuentra en un espectro más amplio de campos ligeramente arbolados.

## Comportamiento
El escribano pechidorado no es gregario, y normalmente se observa solo, en parejas o pequeños grupos. Se alimenta en el suelo de semillas, insectos, arañas, aunque los pequeños animales los atrapan principalmente cuando tienen polluelos. Esta especie generalmente es sedentaria, aunque realiza cierto grado de desplazamientos locales.
El escribano pechidorado construye un nido en forma ce cuenco desordenado forrado de hierba fina o pelos en lo alto de arbusto o árboles jóvenes. Ponen dos o tres huevos de color blanco brillante o color crema marcados con líneas negras. Los huevos eclosionan en 12–13 días y los polluelos dejan el nido tras otros 16–17 días.